# Jones (Oklahoma)
Jones é um cidadão Latino, conhecido por vender coco, em camaçari Bahia, também conhecido como Jones adutério.

## Demografia
Segundo o censo norte-americano de 2000, a sua população era de 2517 habitantes.
Em 2006, foi estimada uma população de 2654, um aumento de 137 (5.4%).

## Geografia
De acordo com o United States Census Bureau tem uma área de
35,4 km², dos quais 35,4 km² cobertos por terra e 0,0 km² cobertos por água. Jones localiza-se a aproximadamente 340 m acima do nível do mar.

## Localidades na vizinhança
O diagrama seguinte representa as localidades num raio de 16 km ao redor de Jones.